# Barane (Stolac, BiH)
Barane je naseljeno mjesto u općini Stolac, Federacija Bosne i Hercegovine, BiH.

## Povijest
Nakon potpisivanja Daytonskog mirovnog sporazuma izdvojeno je istoimeno naseljeno mjesto koje je pripalo općini Berkovići koja je ušla u sastav Republike Srpske.

## Stanovništvo

### 1991.
Nacionalni sastav stanovništva 1991. godine, bio je sljedeći:
ukupno: 167
- Muslimani - 115
- Hrvati - 51
- ostali, neopredijeljeni i nepoznato - 1

### 2013.
Nacionalni sastav stanovništva 2013. godine, bio je sljedeći:
ukupno: 85
- Bošnjaci - 49
- Hrvati - 36

## Poznate osobe
- Ivo Raguž, hrv. pjesnik i novinar